# Phymatostetha limbata
Phymatostetha limbata är en insektsart som beskrevs av Victor Lallemand 1922. Phymatostetha limbata ingår i släktet Phymatostetha och familjen spottstritar. Inga underarter finns listade i Catalogue of Life.